# Charles
Charles ist ein männlicher Vorname, der auch als Familienname in Gebrauch ist.

## Herkunft und Bedeutung
Charles ist die englische und französische Form des Vornamens Karl.

## Namensträger

### Vorname
- Charles de Valois, comte d’Angoulême (1459–1496), Graf von Angoulême
- Charles II. (1562–1594), Erzbischof von Rouen, Kardinal
- Charles III. (* 1948), britischer König

- Charles Aznavour (1924–2018), armenisch-französischer Sänger und Schauspieler
- Charles Baïhaut (1843–1917), französischer Politiker
- Charles Barkley (* 1963), US-amerikanischer Basketballspieler
- Charles Bateman (1922–2004), US-amerikanischer Jazzpianist
- Charles Baudelaire (1821–1867), französischer Dichter und Schriftsteller
- Charles Boles (1932–2024), US-amerikanischer Jazzpianist
- Charles Blenzig (* 1958), US-amerikanischer Musiker
- Charles Brauer (* 1935), deutscher Schauspieler
- Charles Bronson (1921–2003), US-amerikanischer Schauspieler
- Charles Brun (1821–1897), französischer Politiker
- Charles Brunet (1895–1949), französischer Automobilrennfahrer
- Charles Bukowski (1920–1994), US-amerikanischer Dichter und Schriftsteller
- Charles Chaplin (1889–1977), englischer Regisseur, Schauspieler und Produzent
- Charles Chaplin junior (1925–1968), US-amerikanischer Schauspieler
- Charles Chaumet (1866–1932), französischer Politiker
- Charles Chauvel (1897–1959), australischer Drehbuchautor, Filmregisseur und -produzent
- Charles Vandeleur Creagh (1842–1917), britischer Kolonialgouverneur
- Charles Crosby (* 1931), US-amerikanischer Jazzmusiker
- Charles Cross (* 2000), US-amerikanischer American-Football-Spieler
- Charles III. de Croÿ (1560–1612), Statthalter in den spanischen Niederlanden und Kunstmäzen
- Charles Darwin (1809–1882), britischer Naturforscher
- Charles Davies (* 1986), US-amerikanischer Fußballspieler, siehe Charlie Davies
- Charles Demôle (1828–1908), französischer Politiker
- Charles Dickens (1812–1870), britischer Schriftsteller
- Charles de Dompierre d’Hornoy (1816–1901), französischer Admiral und Marineminister
- Charles Frazier (1907–2002), US-amerikanischer Jazzmusiker
- Charles Friedek (* 1971), deutscher Leichtathlet
- Charles Galloway (≈1860–1916), US-amerikanischer Jazzmusiker
- Charles de Gaulle (1890–1970), französischer Politiker, Präsident 1959 bis 1969
- Charles Hapgood (1904–1982), US-amerikanischer Historiker
- Charles T. Hinde (1832–1915), US-amerikanischer Tycoon und Erfinder
- Charles M. Huber (* 1956), deutscher Schauspieler und Politiker
- Charles Ingram (* 1963), britischer Major und Betrüger
- Charles Russell Johnson III (1983–2010), US-amerikanischer Freestyle-Skier, siehe C. R. Johnson
- Charles Leclerc (* 1997), monegassischer Automobilrennfahrer
- Charles H. Lohr (1925–2015), US-amerikanischer Theologe und Jesuit
- Charles Magnusson (1878–1948), schwedischer Kameramann, Filmproduzent und Drehbuchautor
- Charles Manson (1934–2017), US-amerikanischer Mörder
- Charles S. May (1830–1901), US-amerikanischer Politiker, Vizegouverneur Michigans
- Charles Massi (1952–2010), zentralafrikanischer Politiker
- Charles Mazeau (1825–1905), französischer Politiker
- Charles McDougall (* 1962/1963), britischer Regisseur
- Charles Merz (1893–1977), US-amerikanischer Journalist der New York Times
- Charles Palissot de Montenoy (1730–1814), französischer Autor
- Charles Montgomery (* 1968), kanadischer Schriftsteller und Fotojournalist
- Charles Montier (1879–1952), französischer Automobilrennfahrer und Fahrzeugkonstrukteur
- Charles Münch (1891–1968), französischer Dirigent
- Charles Oppenheimer (1836–1900), deutscher Unternehmer und Konsul
- Charles Pillow (* ≈1960), US-amerikanischer Jazzmusiker
- Charles Plymell (* 1935), US-amerikanischer Autor, Verleger, Herausgeber
- Charles Rees (1927–2006), britischer Chemiker, Hochschullehrer
- Charles Regnier (1914–2001), deutscher Schauspieler
- Charles Rosenthal (1875–1954), australischer Generalmajor und Architekt
- Charles Schlee (1873–1947), US-amerikanischer Radsportler
- Charles M. Schulz (1922–2000), US-amerikanischer Comiczeichner
- Charles Bobo Shaw (1947–2017), US-amerikanischer Jazzschlagzeuger und Bandleader
- Charles Spaak (1903–1975), belgischer Drehbuchautor und Filmregisseur
- Charles Stein (1920–2016), US-amerikanischer Statistiker, Hochschullehrer
- Charles Stewart Todd (1791–1871), US-amerikanischer Offizier und Politiker
- Charles Traeger (1925–2016), US-amerikanischer Jazzmusiker und Instrumentenbauer
- Charles Trenet (1913–2001), französischer Sänger, Komponist und Dichter
- Charles Trippi (1921–2022), US-amerikanischer American-Football-Spieler und -Trainer, siehe Charley Trippi
- Charles Robert Watts (1941–2021), britischer Schlagzeuger, siehe Charlie Watts
- Charles Welche (1828–1902), französischer Politiker
- Charles Wolcott (1906–1987), US-amerikanischer Musikdirektor, Komponist und Filmkomponist

### A
- Addeen Charles (* 1996), vincentischer Fußballspieler
- Afia Charles (* 1992), antiguanische Leichtathletin
- Agusti Charles (* 1960), spanischer Komponist
- Al Charles (* 1999), lucianischer Fußballspieler
- Alyson Charles (* 1998), kanadische Shorttrackerin
- Andray Charles (* 1984), grenadischer Fußballspieler
- Annette Charles (1948–2011), US-amerikanische Schauspielerin
- Arturo Charles, bonairischer Fußballtrainer
- Ashley Charles (* 1999), grenadischer Fußballspieler
- Ashton Charles (* 1995), arubischer Fußballspieler

### B
- Bob Charles (* 1936), neuseeländischer Golfspieler
- Bobby Charles (1938–2010), US-amerikanischer Komponist und Sänger
- Brian Charles (* 1974), dominicanischer Fußballspieler

### C
- Caroline Charles-Hirsch (1848–1931), österreichische Theaterschauspielerin, Opernsängerin (Sopran) und Gesangspädagogin
- Charlie Charles (* 1994), italienischer Musikproduzent
- Chris Charles (* 1968), trinidadischer Fußballspieler
- Christanna Charles (* 2009), grenadische Leichtathletin
- Craig Charles (* 1964), britischer Schauspieler, Komiker und DJ
- Cyril Errol Charles (* 1941), Politiker aus St. Lucia

### D
- Daedra Charles-Furlow (1968–2018), US-amerikanische Basketballspielerin
- Daniel Charles (1935–2008), kanadischer Philosoph und Musikwissenschaftler
- Daniel Charles-Alfred (1934–2020), französischer Fußballspieler
- Darrem Charles (* 1968), trinidadischer Bodybuilder
- Darron Charles (* 1977), Badmintonspieler aus Trinidad und Tobago
- Dave Charles (David Charles), britischer Schlagzeuger und Produzent
- David Charles (Liedtexter) (1762–1834), walisischer Hymnenschreiber
- David Charles (Geistlicher) (1812–1878), walisischer Geistlicher
- David Charles (Politiker) (* 1948), australischer Politiker
- David Charles (Mediziner) (* 1964), US-amerikanischer Neurologe
- David Charles (Filmemacher) (* 1980), amerikanisch-brasilianischer Filmemacher
- David Charles (Schiedsrichter) (* 1982), papua-neuguineischer Fußballschiedsrichter
- David Atiba Charles (* 1977), Fußballspieler aus Trinidad und Tobago
- David Owain Maurice Charles, britischer Philosoph und Philosophiehistoriker
- Davidson Charles (* 1983), haitianischer Fußballspieler
- Deborah Charles, vincentische Politikerin
- Dennis Charles (1933–1998), US-amerikanischer Jazzschlagzeuger
- Diane Charles (1933–2018), britische Mittelstreckenläuferin, siehe Diane Leather
- Dion Charles (* 1995), nordirischer Fußballspieler
- Dorian Charles (* 2005), Leichtathlet aus Trinidad und Tobago

### E
- Eden Charles (* 1993), lucianischer Fußballspieler
- Edmonde Charles-Roux (1920–2016), französische Schriftstellerin und Journalistin
- Edward Tamba Charles (* 1956), sierra-leonischer Geistlicher, Erzbischof von Freetown
- Elliott Charles (* 1990), grenadischer Fußballspieler
- Enex Jean-Charles (* 1960), haitianischer Politiker
- Errion Charles (* 1965), Fußballspieler der Turks & Caicos-Inseln
- Etienne Charles (* 1983), trinidadischer Jazztrompeter
- Ezzard Charles (1921–1975), US-amerikanischer Boxer

### F
- François Charles-Roux (1879–1961), französischer Diplomat, Historiker und Manager

### G
- Gaius Charles (* 1983), US-amerikanischer Schauspieler
- Gareth Charles (* 1997), deutscher Theater- und Filmschauspieler
- Gary Charles (* 1970), englischer Fußballspieler
- George Charles (1916–2004), lucianischer Chief Minister, Oppositionsführer und Gewerkschaftsfunktionär
- George H. Charles, vincentischer Politiker
- Gilbert Charles-Picard (1913–1998), französischer Historiker und Archäologe
- Glyn Charles (1965–1998), britischer Segler
- Grégory Charles (* 1993), martiniquischer Fußballspieler

### H
- Helene Charles (* 1986), französische Biathletin
- Howard Charles (* 1983), britischer Schauspieler
- Hubert Charles genannt «von Riaz» (1793–1882), Schweizer Politiker und Staatsrat des Kantons Freiburg
- Hutson Charles (* 1965), trinidadischer Fußballspieler

### J
- Jacques Alexandre César Charles (1746–1823), französischer Physiker
- Jamaal Charles (* 1986), US-amerikanischer American-Football-Spieler
- Jamal Charles (* 1995), grenadischer Fußballspieler
- James Charles (Webvideoproduzent) (James Charles Dickinson; * 1999), US-amerikanischer Webvideoproduzent und Make-up-Artist
- James Anthony Charles, britischer Bauingenieur
- James Henry Charles (1851–1906), britischer Künstler
- Jean-François Charles (Cartoonist) (* 1952), belgischer Cartoonist
- Jean-Françoi Charles (Klarinettist), französischer Klarinettist und Komponist
- Jean-Marie Charles-Roux († 2014), französischer Geistlicher und Historiker
- Jeannette Charles (1927–2024), britische Schauspielerin
- Jeremy Charles (* 1959), walisischer Fußballspieler
- Jimmy Charles (* 1942), US-amerikanischer Sänger
- Joevana Charles (1955–2021), Politikerin in den Seychellen
- John Charles (1931–2004), walisischer Fußballspieler
- John Charles (Komponist) (1940–2024), neuseeländischer Komponist
- Johnson Charles (* 1989), Cricketspieler der West Indies
- Joseph Charles (Tennisspieler) (1868–1950), US-amerikanischer Tennisspieler
- Joseph Charles (Songwriter), Songwriter und Arrangeur
- Joseph D. Charles (1907–1966), haitianischer Jurist und Diplomat
- Josh Charles (* 1971), US-amerikanischer Schauspieler
- Josh Charles (Fußballspieler) (* 1990), grenadischer Fußballspieler
- Jules Charles-Roux (1841–1918), französischer Unternehmer
- Jules Henri François Charles-Roux (1909–1999), französischer Diplomat
- Julian Charles (* 1977), vincentischer Fußballspieler

### K
- King Charles (* 1987), englischer Singer-Songwriter

### L
- Larry Charles (* 1956), US-amerikanischer Regisseur und Produzent
- Lesley Charles (* 1952), britische Tennisspielerin
- Livio Jean-Charles (* 1993), französischer Basketballspieler
- Lorenzo Charles (1963–2011), US-amerikanischer Basketballspieler
- Lucy Charles-Barclay (* 1993), britische Triathletin

### M
- Mary Eugenia Charles (1919–2005), dominicanische Politikerin
- Matthew Charles (* 1975), vincentischer Fußballspieler
- Max Charles (* 2003), US-amerikanischer Schauspieler
- Mel Charles (1935–2016), walisischer Fußballspieler
- Melanie Charles (* 1988), US-amerikanische Jazzmusikerin

### N
- Niamh Charles (* 1999), englische Fußballspielerin
- Nick Charles (1946–2011), US-amerikanischer Journalist
- Nick Charles (Musiker) († 2014), britischer Bassist und Saxofonist
- Nigel Charles (* 2003), vincentischer Fußballspieler
- Noel Charles (1891–1975), britischer Diplomat

### O
- Obi Ikechukwu Charles (* 1985), nigerianischer Fußballspieler
- Olmeus Charles (* 1947), haitianischer Langstreckenläufer
- Otis Charles (1926–2013), US-amerikanischer Geistlicher, Bischof von Utah

### P
- Pearnel Charles (* 1936), jamaikanischer Politiker (JLP)
- Peter Charles (* 1960), britischer Springreiter
- Pierre Charles (Boxer) (1903–1966), belgischer Boxer
- Pierre Charles (1954–2004), dominicanischer Politiker

### R
- Ray Charles (1930–2004), US-amerikanischer Musiker
- Ray Charles (Komponist) († 2015), US-amerikanischer Komponist
- Regan Charles-Cook (* 1997), englischer Fußballspieler
- Reice Charles-Cook (* 1994), grenadischer Fußballtorhüter
- Ricardo Charles (* 1983), haitianischer Fußballspieler
- Rickell Charles (* 1998), grenadischer Fußballspieler
- Ricky Charles (* 1975), grenadischer Fußballspieler
- Robert Henry Charles (1855–1931), englischer Theologe
- Robert Lonsdale Charles (1916–1977), britischer Kunsthistoriker und Soldat
- Roman Charles-Cook (* 2003), grenadischer Fußballspieler
- Rudolph Charles (1938–1985), Musiker aus Trinidad und Tobago
- Ruperta Charles (* 1962), antuiguanische Sprinterin

### S
- Sabina Charles-Kirton (* 1978), barbadische Fußballschiedsrichterin
- Sarah Elizabeth Charles (* 1989), US-amerikanische Jazzsängerin
- Shea Charles (* 2003), nordirischer Fußballspieler
- Shemar Jean-Charles (* 1998), US-amerikanischer American-Football-Spieler
- Shinaider Charles (* 1997), Fußballspieler für die Turks & Caicos-Inseln
- Steadroy Charles (* 1981), Fußballspieler von St. Kitts und Nevis
- Stefan Charles, Schweizer Kulturmanager
- Stephan Charles (* 1997), lucianischer Sprinter
- Sydney Anicetus Charles (1926–2018), grenadischer Geistlicher, Bischof von Saint George’s in Grenada

### T
- Tabia Charles (* 1985), kanadische Weitspringerin
- Taj Charles (* 1977), antiguanischer Fußballspieler
- Teddy Charles (1928–2012), US-amerikanischer Jazzmusiker
- Tina Charles (Sängerin) (* 1954), britische Sängerin
- Tina Charles (Basketballspielerin) (* 1988), US-amerikanische Basketballspielerin
- Thomas Charles (1755–1814), walisischer religiöser Führer
- Toby Charles (* 1940), britischer Sportmoderator
- Tristan Charles (* 1980), trinidadischer Fußballspieler
- Tyrone Charles (* 1988), trinidadischer Fußballspieler

### W
- Walter Charles (1945–2023), US-amerikanischer Schauspieler
- Wesley Charles (* 1975), vincentischer Fußballspieler
- William Charles (Karikaturist) (1776–1820), schottisch-amerikanischer Karikaturist und Kupferstecher
- William Charles (Händler) (1831–1903), schottisch-kanadischer Pelzhändler und Siedler
- William B. Charles (1861–1950), US-amerikanischer Politiker
- Wilson Charles (1908–2006), US-amerikanischer Zehnkämpfer

### X
- Xavier Charles (* 1979), französischer Klarinettist

### Y
- Yorelvis Charles (* 1978), kubanischer Baseballspieler